# Bułgarska Akademia Nauk

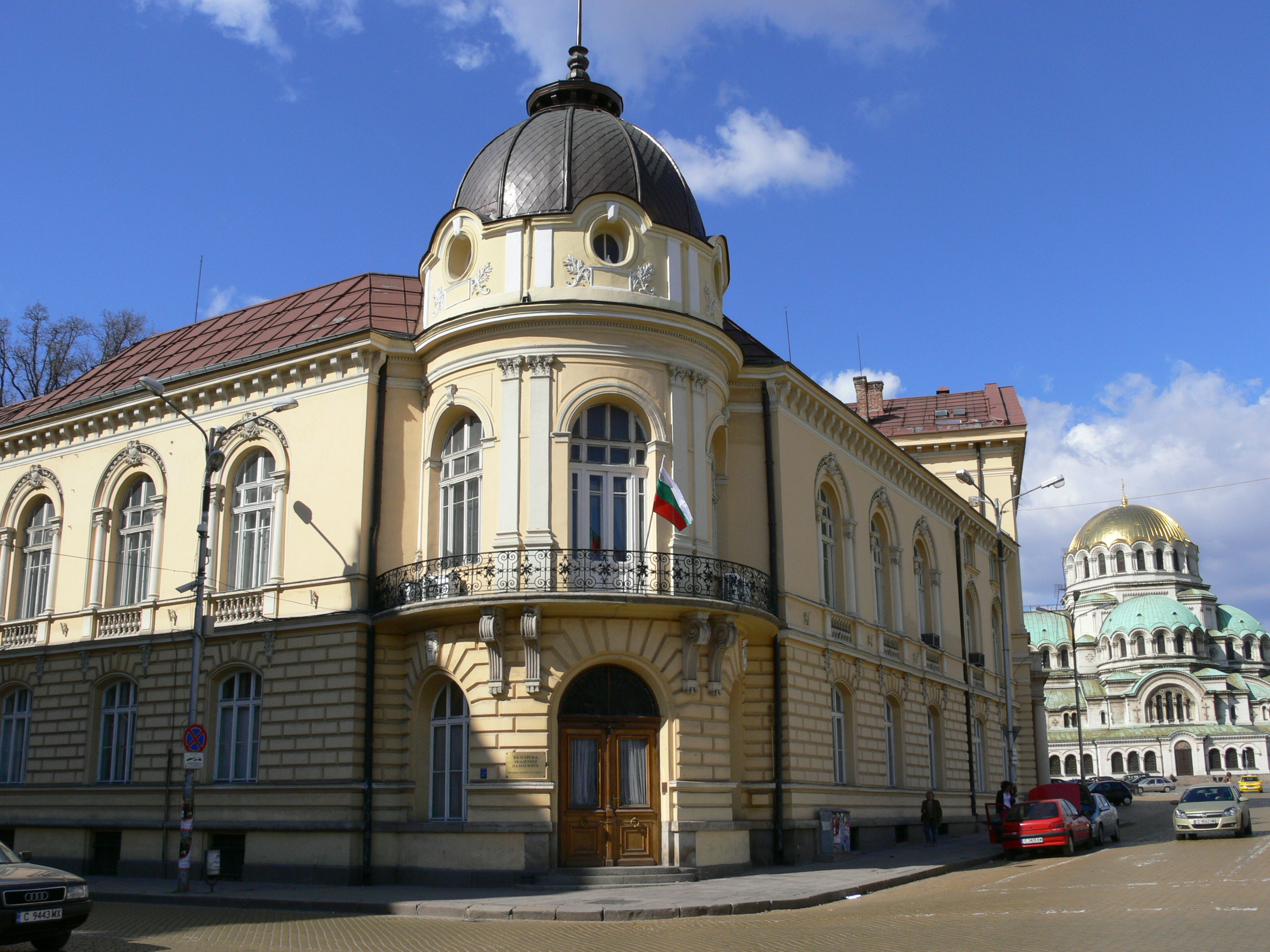
Gmach główny Bułgarskiej Akademii Nauk; w tle widoczny jest sobór św. Aleksandra Newskiego w Sofii

Bułgarska Akademia Nauk (bułg. Българска академия на науките, w skrócie БАН) – państwowa autonomiczna organizacja uczonych w Bułgarii zajmująca się prowadzeniem badań naukowych, regulowaniem języka bułgarskiego, publikacją artykułów, wydawaniem czasopism, książek, słowników i encyklopedii o charakterze naukowym.

## Historia

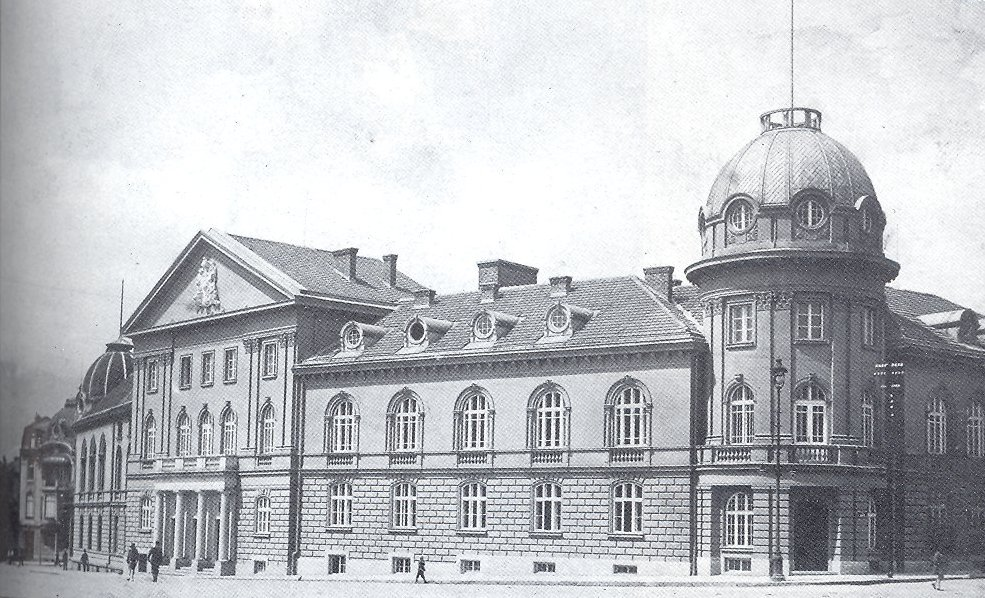
Gmach Bułgarskiej Akademii Nauk w 1930 r.

Początki akademii sięgają okresu panowania osmańskiego. 26–30 września 1869 roku w mieście Braiła (wówczas w Królestwie Rumunii) bułgarscy emigranci założyli Bułgarskie Towarzystwo Literackie (bułg. Българско книжовно дружество), na czele którego stanęli:
- Marin Drinow – przewodniczący,
- Wasil Drumew,
- Wasyl D. Stojanow – sekretarz.

Pieczę nad towarzystwem sprawowała Rada Powiernicza, z przewodniczącym Nikołajem Cenowem. W roku 1870 Towarzystwo zaczęło wydawać czasopismo Periodyk (bułg. Периодически журнал), który stał się jego oficjalnym organem prasowym. W 1871 roku wybrano pierwszego honorowego członka BTL, którym został Gawrił Krystewicz. Po odzyskaniu przez Bułgarię niepodległości, w dniach 25–28 października 1878 roku podczas zebrania członków Towarzystwa zdecydowano o przeniesieniu jego siedziby do Sofii. 7 sierpnia 1884 odbyło się pierwsze walne zebranie BTL, na którym przyjęto nową strukturę Towarzystwa. Utworzono trzy wydziały: historyczno-filologiczny, nauk przyrodniczych i medycznych oraz nauk państwowych. Wprowadzono także do statutu BTL zapis, na mocy którego książę Aleksander I Battenberg został jego protektorem. 6 marca 1911 roku przemianowano BTL na Bułgarską Akademię Nauk. Na początku 1913 roku BAN dołączył do międzynarodowego Związku Słowiańskich Akademii i Towarzystw Naukowych, a w 1931 roku do Międzynarodowej Rady Stowarzyszeń Naukowych (ICSU). 24 czerwca 1928 roku członkowie BAN-u po raz pierwszy zebrali się w nowym gmachu, mieszczącym się w pobliżu Zgromadzenia Narodowego. Budynek ten do dziś jest siedzibą akademii i zachował swój oryginalny zewnętrzny wygląd, mimo częściowych zniszczeń w okresie II wojny światowej spowodowanych bombardowaniami. W latach 1940–1947 akademia nosiła nazwę Bułgarska Akademia Nauk i Sztuk (bułg. Българска Академия на Науките и Изкуствата).

## Prezesi Bułgarskiej Akademii Nauk
- Marin Drinow (1869–1882; 1884–1894)
- Wasił Stojanow (1882–1884)
- Wasił Drumew (1898)
- Iwan Geszow (1898–1924)
- Lubomir Mileticz(inne języki) (1926–1937)
- Bogdan Fiłow (1937–1944)
- Dimityr Michałczew(inne języki) (1944–1947)
- Todor Pawłow(inne języki) (1947–1962; prezes honorowy do maja 1977)
- Lubomir Krystanow(inne języki) (1962–1968)
- Angeł Balewski(inne języki) (1968–1988; prezes honorowy do 1997)
- Błagowest Sendow (1988–1991)
- Jordan Malinowski(inne języki) (1991–1996)
- Iwan Juchnowski(inne języki) (1996–2008)
- Nikoła Sybotinow(inne języki) (od 2008)

## Wydziały naukowe Bułgarskiej Akademii Nauk
Bułgarska Akademia Nauk posiada dziewięć sekcji powiązanych w trzy główne gałęzie: Nauki przyrodnicze, matematyczne i inżynieryjne, Nauki biologiczne, medyczne i rolnicze oraz Nauki społeczne, humanistyczne i sztuka.

### Wydział Nauk Matematycznych
- Instytut Matematyki i Informatyki
- Instytut Mechaniki
- Instytut Przetwarzania Współbieżnego
- Narodowe Laboratorium Wirusologii Komputerowej

### Wydział Nauk Fizycznych
- Instytut Badań Jądrowych i Energii Jądrowej
- Instytut Fizyki Ciała Stałego
- Instytut Elektroniki. ie-bas.dir.bg. [zarchiwizowane z tego adresu (2015-09-15)].
- Instytut Astronomii
  - Narodowe Obserwatorium Astronomiczne Rożen
  - Obserwatorium Astronomiczne w Bełogradcziku
- Centralne Laboratorium Energii Słonecznej i Nowych Źródeł Energii
- Centralne Laboratorium Fizyki Stosowanej. bas.bg. [zarchiwizowane z tego adresu (2012-07-17)]. w Płowdiwie
- Centralne Laboratorium Zapisu Optycznego i Przetwarzania Informacji. optics.bas.bg. [zarchiwizowane z tego adresu (2005-05-18)].

### Wydział Nauk Chemicznych
- Instytut Chemii Ogólnej i Nieorganicznej
- Instytut Chemii Organicznej z Centrum Fitochemii
- Instytut Chemii Fizycznej
- Instytut Katalizy
- Instytut Elektrochemii i Systemów Energetycznych
- Instytut Inżynierii Chemicznej. bas.bg. [zarchiwizowane z tego adresu (2005-05-27)].
- Centralne Laboratorium Fotoprocesów
- Instytut Polimerów

### Wydział Nauk Biologicznych
- Instytut Biologii Molekularnej
- Instytut Genetyki
- Instytut Neurobiologii. bio.bas.bg. [zarchiwizowane z tego adresu (2012-11-06)].
- Instytut Fizjologii Roślin
- Instytut Mikrobiologii
- Instytut Eksperymentalnej Morfologii i Antropologii
- Instytut Botaniki
- Instytut Zoologii. zoology.bas.bg. [zarchiwizowane z tego adresu (2007-02-15)].
- Instytut Leśny
- Instytut Eksperymentalnej Patologii i Parazytologii
- Instytut Biologii i Immunologii Reprodukcji
- Instytut Biofizyki
- Narodowe Muzeum Historii Naturalnej
- Centralne Laboratorium Inżynierii Biomedycznej
- Centralne Laboratorium Ekologii Ogólnej

### Wydział Nauk o Ziemi
- Instytut Geologii
- Instytut Geofizyki
- Narodowy Instytut Meteorologii i Hydrologii
- Centralne Laboratorium Geodezji
- Centralne Laboratorium Mineralogii i Krystalografii
- Instytut Oceanografii
- Instytut Geografii
- Instytut Badań Kosmicznych
- Centralne Laboratorium Badań Wpływów Słoneczno-Ziemskich
- Centralne Laboratorium Mechaniki Sejsmicznej i Inżynierii Sejsmicznej. clsmee.geophys.bas.bg. [zarchiwizowane z tego adresu (2005-04-05)].
- Instytut Problemów Wodnych

### Wydział Nauk Inżynieryjnych
- Instytut Metaloznawstwa
- Centralne Laboratorium Mechaniki Fizyko-chemicznej
- Instytut Systemów Komputerowych i Komunikacyjnych
- Instytut Technologii Informacyjnych. iinf.bas.bg. [zarchiwizowane z tego adresu (2015-08-03)].
- Instytut Zarządzania i Badań Systemowych. icsr.bas.bg. [zarchiwizowane z tego adresu (2005-03-08)].
- Centralne Laboratorium Mechatroniki i Budowy Maszyn. bas.bg. [zarchiwizowane z tego adresu (2005-04-14)].
- Instytut Hydro- i Aerodynamiki

### Wydział Nauk Humanistycznych
- Instytut Języka Bułgarskiego
- Instytut Literatury
- Instytut Historii
- Instytut Nauki o Trakach
- Instytut Archeologii. aim.sofianet.net. [zarchiwizowane z tego adresu (2006-09-28)]. z muzeum
- Instytut Bałkanistyki
- Instytut Etnograficzny. hs41.iccs.bas.bg. [zarchiwizowane z tego adresu (2007-07-15)]. z muzeum
- Instytut Nauki o Sztuce
- Instytut Folkloru
- Centrum Cyrylometodiańskie
- Centrum Architekturoznawstwa

### Wydział Nauk Społecznych
- Instytut Socjologii
- Instytut Nauk Prawnych
- Instytut Ekonomiczny
- Centrum Naukoznawstwa i Historii Nauki. bas.bg. [zarchiwizowane z tego adresu (2009-11-20)].
- Instytut Psychologii
- Instytut Demografii
- Instytut Badań Filozoficznych

### Wydziały specjalistyczne i wspomagające
- Zarząd Główny BAN-u
- Biblioteka Główna BAN-u
- Archiwum Naukowe BAN-u
- Centrum Nauczania i Rozwoju (organizacja studiów doktoranckich itp.)
- Wydawnictwo Akademickie „Prof. Marin Drinov”
- Ogród botaniczny
- Centrum Innowacji
- Ośrodek Naukowo-informacyjny „Bułgarska Encyklopedia”. encyclopedia.bg. [zarchiwizowane z tego adresu (2015-01-03)].
- Laboratorium Telematyki
- Narodowe Laboratorium Wirusologii Komputerowej
- Narodowe Centrum Nanotechnologii
- Kompleks socjalno-bytowy. sbk.bas.bg. [zarchiwizowane z tego adresu (2007-06-22)].

## Wyróżnienia
Jeden ze szczytów górskich oraz obóz położone na antarktycznej Wyspie Livingstona zostały nazwane Akademia w uznaniu zasług Bułgarskiej Akademii Nauk w badaniach Antarktyki.